# Shannon Baker Walker
Shannon Walker Dr. (Houston, Texas, 1965. június 4.–) amerikai asztrofizikus küldetés specialista űrhajós. Férje Andy Thomas űrhajós.

## Életpálya
Egyetemi oklevelét fizikából 1987-ben, fizikából 1992-ben doktorált, 1993-ban asztrofizikából védte meg doktorátusát (PhD), mindhárom oklevél szerzést a Rice University intézetben teljesítette. Rendelkezik pilóta igazolvánnyal. Saját repülőgépe van.
2004. május 6-tól részesült űrhajóskiképzésben a Lyndon B. Johnson Űrközpontban, valamint a Jurij Gagarin Űrhajóskiképző Központban. A NASA megbízásából egy ideig Moszkvában élt, az amerikai és a nemzetközi űrhajósok képviseletét látta el a Nemzetközi Űrállomásra (ISS) történő felkészítés érdekében. Egy űrszolgálata alatt összesen 163 napot, 7 órát és 11 percet töltött a világűrben. A NASDA tulajdonát képező On-Orbit Mérnöki Iroda  ügyvezető igazgatója.

## Űrrepülések
Szojuz TMA–19 fedélzeti mérnöke. Összesen 163 napot, 7 órát és 11 percet töltött a világűrben.

### Tartalék személyzet
Szojuz TMA–16 fedélzeti mérnöke